# Besierès
|  | Per a altres significats, vegeu «Vescomtat de Besiers». |

El Besierès, (en occità: Besierés; en francès: Biterrois) és un Parçan o comarca d'Occitània situada al Llenguadoc. La seva capital és Besiers. Amb aquest nom també es coneixia el Vescomtat de Besiers.
Segons la proposta de divisió territorial d'Occitània del diari Jornalet, basada en l'obra de Frederic Zégierman Le Guide des pays de France, el Besierès estaria ubicat a la regió del Llenguadoc, subregió del Baix Llenguadoc.
Oficialment, les comunes del Besierès estan adscrites administrativament i situades al sud-oest del departament francès de l'Erau, a la regió administrativa d'Occitània.